# Droits LGBT en Bulgarie
Les personnes lesbiennes, gays, bisexuelles et transgenres (LGBT) en Bulgarie peuvent faire face à des difficultés juridiques que ne rencontrent pas les habitants non-LGBT. L'homosexualité, féminine comme masculine, est légale en Bulgarie, mais les couples de personnes de même sexe ne disposent néanmoins pas des mêmes droits et de la même protection légale que ceux accordés aux couples hétérosexuels.

## Histoire

### 1878-1968
À la suite de la « libération de la Bulgarie » en 1878, un nouveau code pénal entra en vigueur le 1er mai 1896, rendant les actes sexuels entre hommes de plus de 16 ans, punissables d'au moins six mois d'emprisonnement. Le code pénal du 13 mars 1951 augmenta la sanction applicable jusqu'à trois ans de prison. Lors de la révision du code pénal du 1er mai 1968, les sections criminalisant l'homosexualité masculine furent retirées.

### Procès de juillet 1964
En juillet 1964, 26 hommes sont arrêtés et accusés d'avoir eu des « relations homosexuelles perverses ». Parmi ces personnes se trouvent le célèbre acteur Georgi Partsalev (en) et le chanteur très populaire Emil Dimitrov (en). Des experts estiment que ce procès était une mascarade, afin que « les gens comprennent à quel point la culture de l'ouest est décadente ». Dans les années 1960 d'autres procès similaires eurent lieu, incluant également des personnalités bulgares.
Plus tard, en 1966, lors de la révision du code pénal, un groupe d'experts décide que les actes homosexuels ne peuvent plus être considérés comme des crimes, dans la mesure où les lesbiennes et les gays « sont des personnes malades et ne doivent pas être punies du fait de souffrance qu'elles portent déjà ».

### Loi contre la«propagande LGBT»en 2024
En août 2024, à la suite d'un amendement proposé par un député du parti Vazrazhdane, le parlement vote avec une large majorité une loi interdisant de parler des sujets LGBT à l'école, sur le modèle de lois similaires en Russie et en Hongrie. Des manifestations devant le parlement sont organisées pour protester contre le vote de la loi. Michael O'Flaherty, commissaire aux droits de l'homme du Conseil de l'Europe, exhorte le président bulgare Roumen Radev à ne pas ratifier la loi. Le président signe le décret de promulgation de la loi le 15 août 2024. Des enseignants ayant signés une pétition contre la loi sont pris pour cible par Kostadin Kostadinov (en), chef du parti Vazrazhdane, qui a annoncé le 22 août vouloir porter plainte contre eux.

## Lutte contre les discriminations

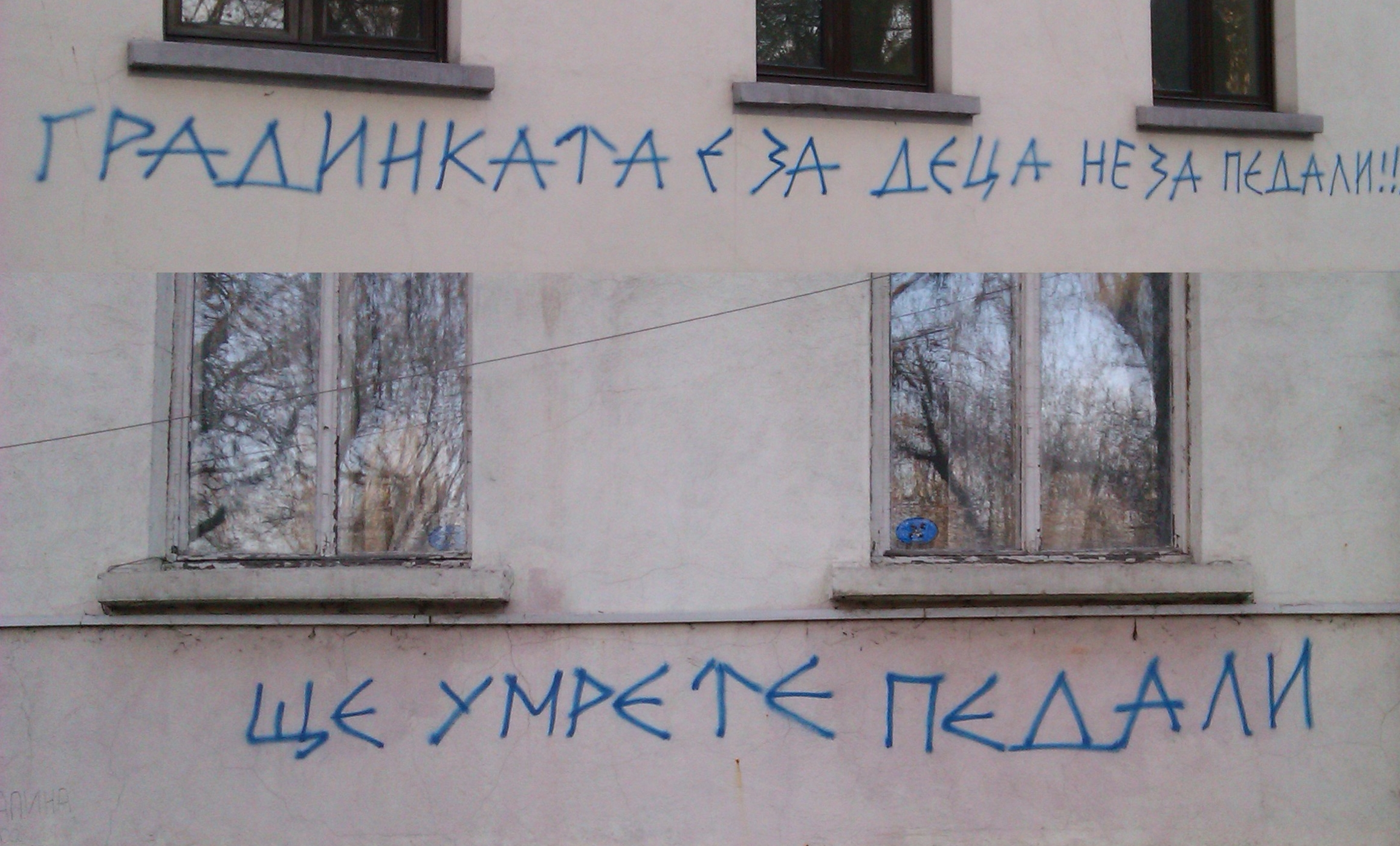
Graffitis à Sofia : Le jardin est pour les enfants. Pas pour les pédés
Vous allez mourir, pédés.

Depuis 2003, la loi de protection contre les discriminations interdit toute forme de discriminations et de propos à caractère homophobe.
Lors de la prochaine révision du code pénal, le caractère homophobe d'un crime sera considéré comme une circonstance aggravante.
Un amendement à cette loi, incluant les personnes transgenres qui ont effectué une transition de genre a été approuvé par le parlement en 2015.
Le 30 octobre 2021, le centre LGBT de Sofia, le Rainbow hub, est attaqué et saccagé par un groupe d'extrême droite mené par Boyan Rasate (bg), candidat à l'élection présidentielle bulgare. Boyan Rasate est un néonazi revendiqué, qui se réfère avec admiration à Hristo Lukov, un général pronazi de la Seconde Guerre mondiale. Boyan Rasate a été arrêté et inculpé, son immunité parlementaire levée. Dix jours avant les faits, le Rainbow hub avait lancé une pétition demandant que les crimes de haines envers les personnes LGBTIQ soient reconnus comme tels,.

## Reconnaissance des couples de personnes de même sexe
Depuis 1991, la Constitution bulgare définit le mariage comme l'union d'un homme et d'une femme.
Le 6 septembre 2023, la CEDH condamne la Bulgarie dans l'affaire Koilova et Babulkova c. Bulgarie au titre d'une violation de l'article 8 de la Convention, en raison du refus des autorités d'inscrire le mariage des plaignantes sur les registres d’état civil.

## Personnes transgenres
Aucune donnée officielle n'existe quant au nombre de personnes trans en Bulgarie. Lorsqu'une personne a recours à la chirurgie de réattribution sexuelle, elle peut faire modifier son passeport, son permis de conduire, sa carte d'identité, son certificat de naissance et son numéro de citoyenneté, pour y faire correspondre le genre inscrit avec son nouveau genre. La chirurgie de réattribution sexuelle est soumise à l'accord d'un tribunal. De plus, sans recourir à la chirurgie, une personne ne peut changer de genre à l'état civil. Il n'existe aucune loi réglementant le changement de sexe/genre, et les opérations sont généralement réalisées par des cliniques privées pratiquant des prix très élevés.

## Personnes intersexes
Les personnes intersexes sont encore plus marginalisées et invisibles dans la société bulgare que les personnes trans. Il n'existe aucune donnée sur le nombre de naissances de bébés intersexués. La procédure standard dans le cas d'une naissance d'un bébé intersexué est l’ablation des organes génitaux masculins, opération plus simple que l'ablation des organes génitaux féminins. Les parents sont rarement informés des conséquences que ces pratiques peuvent avoir plus tard sur l'identité de genre de leur enfant.

## Acceptation sociale
Selon une étude du Pew Global Attitudes Project datant de 2007, 39 % des Bulgares pensent que l'homosexualité devrait être acceptée par la société, en hausse de deux points par rapport à 2002 Un sondage mené en 2006 à l'échelle de l'Union européenne montre que 15 % des Bulgares sont favorables au mariage homosexuel Selon une autre enquête menée en 2007 par l'institut de sondage bulgare Skala, 42,4 % de la population bulgare ne voudrait pas un avoir un ami ou collègue de travail homosexuel. 46 % ont par ailleurs répondu qu'il leur serait inacceptable que leur enfant soit homosexuel.
Une nouvelle étude menée en 2012 a montré que le nombre de Bulgares ne souhaitant pas avoir un collègue de travail homosexuel était descendu à 38 %. De plus, selon la même enquête, les Bulgares seraient plus tolérants avec les lesbiennes qu'avec les gays: 26 % des répondants ne souhaitant pas employer une lesbienne.

## Mouvement social LGBT
La principale organisation bulgare de défense des droits des personnes LGBT est LGBT Deystvie (ЛГБТ Действие, français : Action LGBT). Elle a été fondée en 2010 et est basée à Sofia. LGBT Deystvie est l’organisatrice de la Sofia Pride ainsi que de groupes de parole pour les jeunes LGBT.
Bilitis (Билитис), fondée en 2004, la seconde plus importante organisation LGBT bulgare. Elle se concentre sur la défense des droits des lesbiennes, des femmes bisexuelles et des personnes trans, et mène des actions dans tout le pays.
BGO Gemini, fondée en 1992, est la plus ancienne de ces associations. Elle a été très active dans les années 1990 et 2000.
LGBT Plovdiv (ЛГБТ Пловдив) est une petite organisation basée à Plovdiv, et dont le rayon d'action se limite à l'oblast de Plovdiv.
Le Rainbow hub est une association hébergeant plusieurs associations basées à Sofia, dont Bilitis.

## Tableau récapitulatif
| Dépénalisation de l’homosexualité                        | depuis 1968                                                                                |
| Majorité sexuelle égale à celle des hétérosexuels        | depuis 2002                                                                                |
| Interdiction de la discrimination dans tous les domaines | depuis 2003                                                                                |
| Pénalisation des propos homophobes                       | depuis 2003                                                                                |
| Pénalisation des crimes homophobes                       | Non                                                                                        |
| Lois protégeant les personnes transgenres                | depuis 2015                                                                                |
| Mariage civil pour les personnes de même sexe            | La constitution définit le mariage comme l'union d'un homme et d'une femme                 |
| Adoption conjointe dans les couples de même sexe         | Non                                                                                        |
| Adoption par les personnes homosexuelles célibataires    | Mais les hommes, quelle que soit leur orientation sexuelle, peuvent rarement adopter seuls |
| Droit pour les gays de servir dans l’armée               | Oui                                                                                        |
| Droit de changer de genre légal                          | Oui                                                                                        |
| Gestation pour autrui pour les couples de même sexe      | illégal pour les couples de sexe différent aussi                                           |
| Accès aux FIV pour les lesbiennes                        | réservé aux couples mariés                                                                 |
| Autorisation du don de sang pour les HSH                 | Oui                                                                                        |

## Compléments